# オートハローズ
オートハローズ（英: AUTO HELLOES）は北海道を中心に展開していたカー用品店であった。

## 概要
（この節の出典：）
オートバックスのフランチャイズから独立して北海道で創業したカー用品店で、寒冷地でのカーライフに合わせた商品展開を行っていた。
1971年10月、大成車輌を設立。GTショップタイセイとして営業していた。
1970年3月にオートバックスの全国10号店目のフランチャイジーとして参加。年1店ペースで開店を続けた。
当時オートバックスセブンの本社があった大阪との気候の違いによる、本部の対応の遅れを解消するため、1980年7月に折半出資で北海道オートバックスセブンを設立、エリアフランチャイザーとなった。
1985年5月にオートバックスから脱退することになり、本部側が訴訟を起こしたが、結果的には和解し、北海道オートバックスセブンの全株式をハローズ側が買い取り独立、直営店16店でオートハローズとしてスタートした。この時のフランチャイズ店はオートバックス側に残った。
その後順調に業績を伸ばし、1997年7月には株式を店頭公開。しかし新車販売台数、自動車用品の落ち込みなどにより1997年7月の中間決算で赤字に転落した。通期では黒字になるとの予想も、結果的に1998年1月期は売上115億円、経常損失1億9500万円と赤字であった。
消費低迷、競争の激化、北海道経済の低迷に加え、メインバンクの北海道拓殖銀行、主幹事の山一証券の破綻などもあり、1998年9月に再びオートバックスセブンと資本・業務提携。その後、2002年には同社買収され、子会社となった。
2003年に株式会社エー・エム・シーに社名変更。2012年4月1日に株式会社オートバックス旭川と合併し、株式会社オートバックス北海道に社名変更。
オートバックスなど他ブランドへの転換が進み、2012年10月4日のオートハローズ紋別店のオートバックス紋別店への移転・業態変換を以てオートハローズのブランドは消滅した。
2017年2月1日、北海道の店舗経営体制を最適化し、エリア内の競争力を強化させ、経営の効率化を図るため、オートバックスセブンが当社の全株式を、オートバックスのフランチャイズである、北日本オート用品へ譲渡し子会社となった。10月には株式会社北日本オート用品に吸収合併され、株式会社北日本オートバックスに商号を変更。

## 沿革
（この節の出典：）
- 1976年（昭和51年）3月 - オートバックスのフランチャイジーとして参加。
- 1980年（昭和55年）8月6日 - 北海道オートバックスセブン設立[12]。
- 1985年（昭和60年）5月 - オートバックスから脱退。
- 1997年（平成9年）7月 - 日本証券業協会に株式を店頭登録[12]。
- 1998年（平成10年）9月 - 株式会社オートバックスセブンと資本・業務提携[12]。
- 2002年（平成14年）
  - 9月 - 株式の店頭登録を廃止。
  - 10月 - 株式会社オートバックスセブンの100%子会社化。
- 2003年（平成15年）株式会社エー・エム・シーに社名変更[6]
- 2012年（平成24年）
  - 4月1日 - 株式会社オートバックス旭川と合併し、株式会社オートバックス北海道に社名変更[7][8]。
  - 10月4日 - オートハローズ紋別店の閉店によりブランドが消滅。
- 2017年
  - 2月1日 - オートバックスセブンが当社の全株式を、北日本オート用品へ譲渡し子会社となる[9][10]。
  - 10月 - 株式会社北日本オート用品に吸収合併され、株式会社北日本オートバックスに商号を変更[11]。

## 店舗
（この節の出典：）

### 札幌市
- 札幌西：札幌市西区西町北10丁目1-6（2003年2月14日閉店）[15]
- 二十四軒：札幌市西区二十四軒3条4丁目1-1
- 川沿：札幌市南区川沿3条1丁目18-59
- 新札幌：札幌市厚別区厚別東5条1丁目1-20
- 菊水元町：札幌市白石区菊水元町3条4丁目1-24
- 平岸：札幌市豊平区平岸3条10丁目4-7
- 北42条：札幌市東区北42条東9丁目1-5
- 石狩街道：札幌市北区太平5条1丁目3-3
- 北野：札幌市清田区北野3条3丁目2-1

### 道央
- 小樽：小樽市有幌町2-16[16]
- 江別：江別市幸町33
- 北広島：北広島市美沢1丁目2-4
- 石狩花川：石狩市樽川7条1丁目2
- 恵庭：恵庭市恵央町11-1-4（オートバックスに転換後、2015年10月8日フレスポ恵み野に移転[17]。現在はイエローハット 恵庭恵央店[18]）
- 千歳：千歳市信濃3丁目18-19（現在はセカンドストリート 千歳店[19]）
- 苫小牧元町：苫小牧市元町2丁目6-19（2003年1月30日閉店[15]。現在はカラオケ歌屋 苫小牧元町店[20]）
- 苫小牧北光：苫小牧市北光町4丁目15-11（現在は公益社 北光斎場[21]）
- 東室蘭：室蘭市東町3丁目8-5（現在はオートバックス東室蘭店[22]）
- 岩見沢：岩見沢市日の出町8-17
- 滝川：滝川市新町1丁目11-4

### 道南
- 函館亀田：函館市亀田本町1-21（2003年2月16日閉店）[15]

### 道北
- 旭川大町：旭川市大町2条8丁目77-2（2003年2月16日閉店）[15]
- 旭川東光：旭川市東光7条1丁目5-10
- 旭川豊岡：旭川市豊岡7条7丁目40-48
- 旭川永山通：旭川市永山3条5丁目1-7
- 名寄：名寄市字徳田248-16

### 道東
- 東北見：北見市小泉498-1
- 西北見：北見市東相内町167-2（2003年1月30日閉店）[15]
- 紋別：紋別市元紋別10-5
- 帯広西21条：帯広市西21条南4丁目2-8（2003年1月30日閉店）[15]
- 帯広西5条：帯広市西5条南27丁目1-1
- 釧路鳥取大通：釧路市鳥取大通6丁目7-14
- 中標津：標津郡中標津町東34条南1丁目1

### 道外
- 前沢：岩手県胆沢郡前沢町（現：奥州市前沢）向田2-15ジャスコ前沢SC内（2003年2月16日閉店）[15]
- 仙台名取：宮城県名取市上余田字千刈田535-1
- 酒田：山形県酒田市あきほ町120-1ジャスコ酒田南SC内
- すみだ太平：東京都墨田区太平1-18-19
- 清水町：静岡県駿東郡清水町八幡64-1
- 広島商工センター：広島市西区草津新町1丁目20-3
- トリアス久山：福岡県糟屋郡久山町山田1111